# Aechmea
Aechmea, ook wel kokerbromelia genoemd, is een geslacht van eenzaadlobbige, voornamelijk epifyte planten uit de bromeliafamilie. De naam komt van het Griekse aichmê, wat lanspunt of spits betekent. De spitse, doornachtige dekbladen prikken met een beetje fantasie net als een lans.
Tot dit geslacht behoren zo'n 150 soorten die afkomstig zijn uit tropisch en subtropisch Midden- en Zuid-Amerika. De meeste soorten zijn van huis uit epifyten, maar er bestaan ook terrestrische planten. De wortels van de epifyten, die in de bomen van het oerwoud leven, dienen meer om steun te geven dan om voedsel op te nemen. Daar zorgen de zuigmondjes, die onderaan de rozetten zitten, voor. De bladrozetten zijn vaak gedoornd. De bladeren zijn omgebogen als gootjes die het water opvangen. Aan de basis van het blad bevindt zich een schede, waardoor een waterhoudende bladkoker wordt gevormd.
De rozetten sterven na de bloei af. Tijdens de bloei vormen zich kleine rozetjes aan de voet van de moederrozet en die kunnen we voor vermeerdering gebruiken. Soorten met tamelijk dun blad zijn Aechmea fulgens en Aechmea miniata; harde stugge bladeren bezit Aechmea fasciata.
De bloeiwijzen varieert van blauw, violet, rood, wit en groen tot geel en soms veranderen ze van kleur tijdens de bloei, meestal van mei tot oktober. Soms verwart men ze met Billbergia. Het verschil is: bij Billbergia zijn ze hangend. Bovendien zijn de bloempjes van Aechmea vaak iets kleiner. Ook de vruchten zijn opvallend: wit, geel, rood, purper of zwart. De schutbladen blijven vaak nog mooi op kleur ook al is de plant uitgebloeid.
Aechmea fasciata en andere Aechmea-soorten zijn populair als kamerplant.

## Enkele soorten
| - Aechmea angustifolia - Aechmea beeriana - Aechmea bracteata - Aechmea calyculata - Aechmea candida - Aechmea caudata - Aechmea chantinii - Aechmea coelestis - Aechmea dealbata - Aechmea distichantha - Aechmea drakeana - Aechmea fasciata - Aechmea filicaulis - Aechmea fulgens - Aechmea hoppi - Aechmea kuntzeana | - Aechmea lindenii - Aechmea lingulata - Aechmea longifolia - Aechmea lueddemanniana - Aechmea magdalenae - Aechmea mariae-reginae - Aechmea mexicana - Aechmea miniata - Aechmea nudicaulis - Aechmea pineliana - Aechmea purpureorosea - Aechmea recurvata - Aechmea veitchii - Aechmea victoriana - Aechmea weilbachii - Aechmea zebrina |

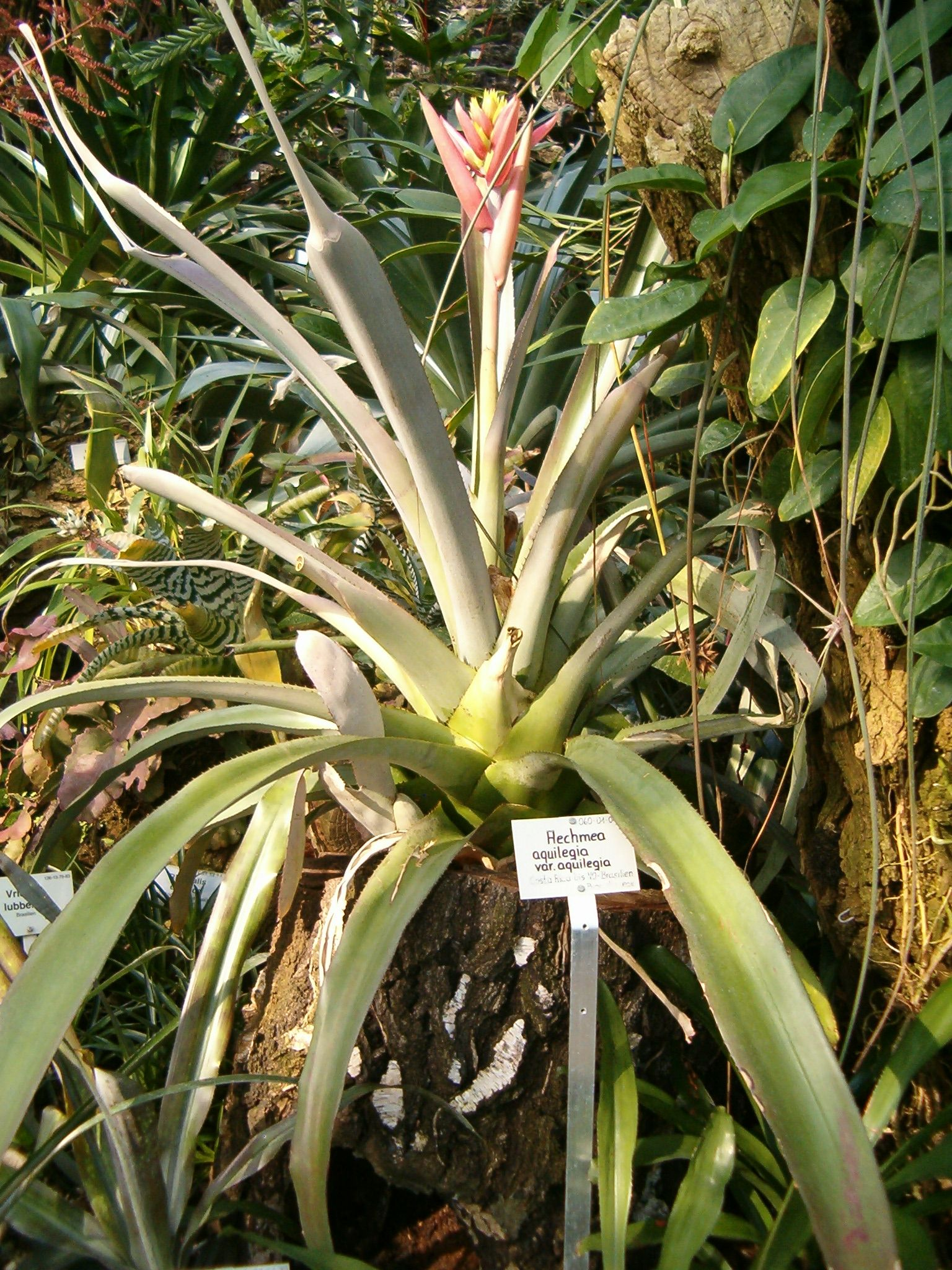
Aechmea aquilegia
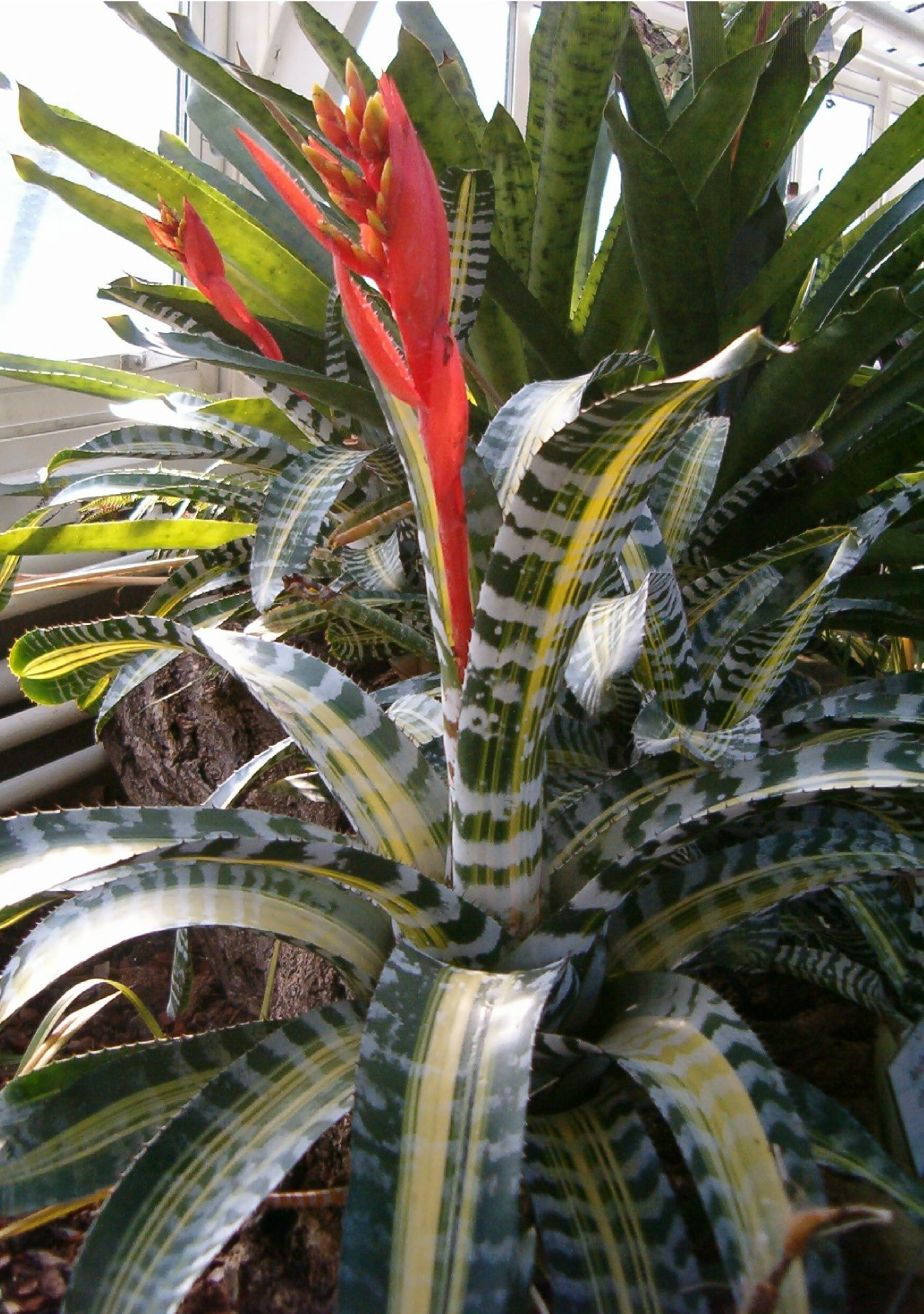
Aechmea chantinii
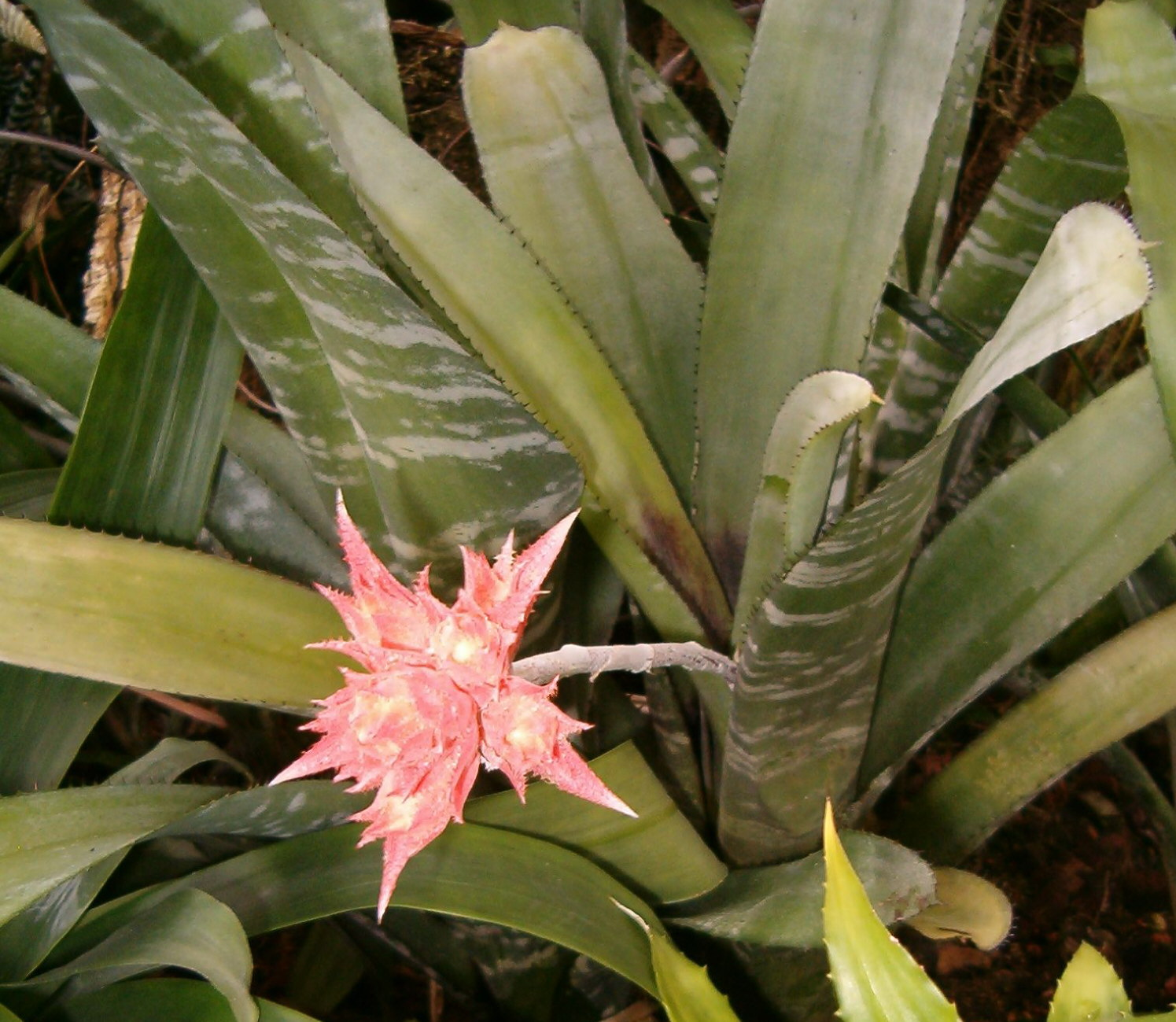
Aechmea flavorosea
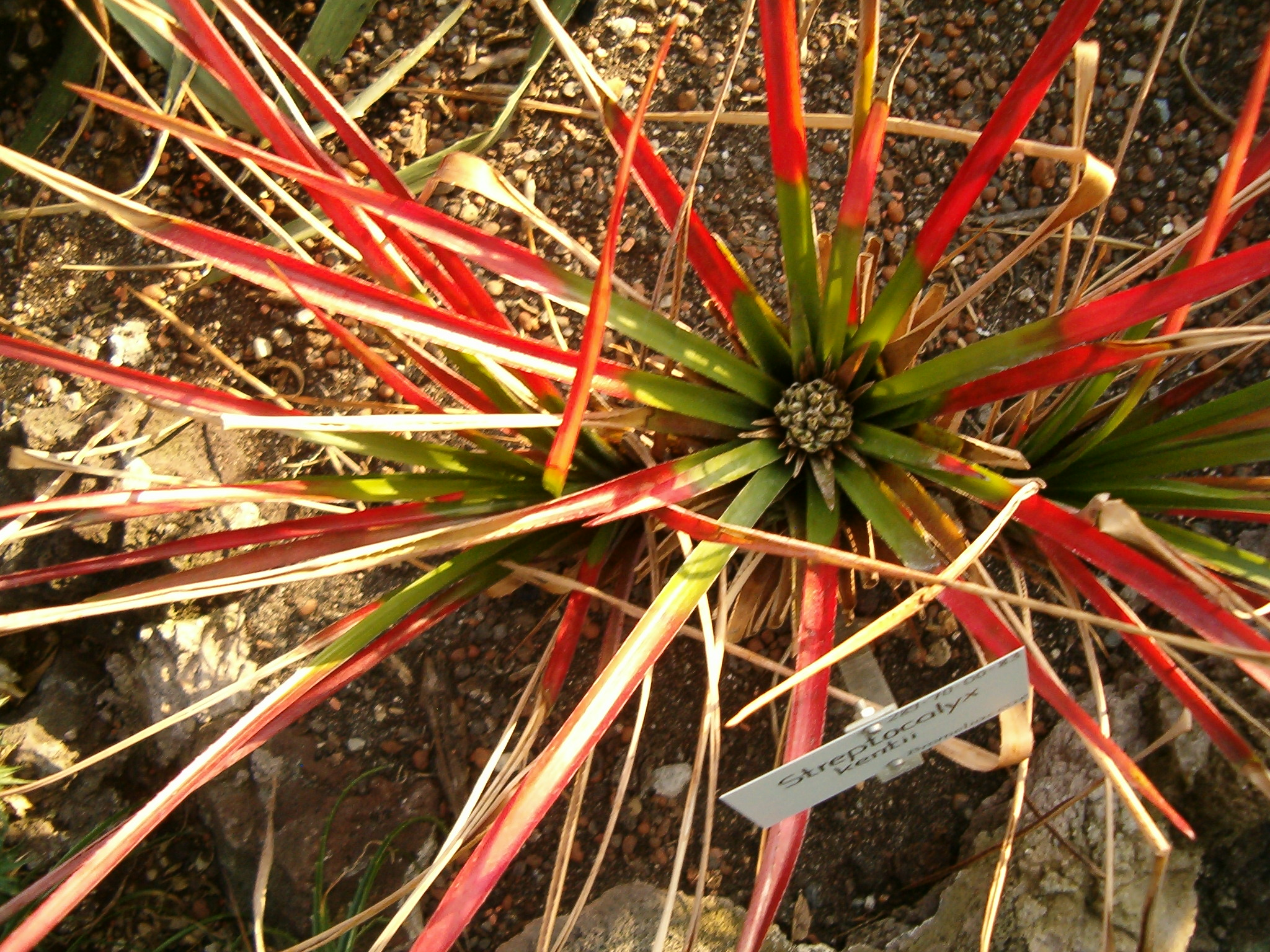
Aechmea kentii
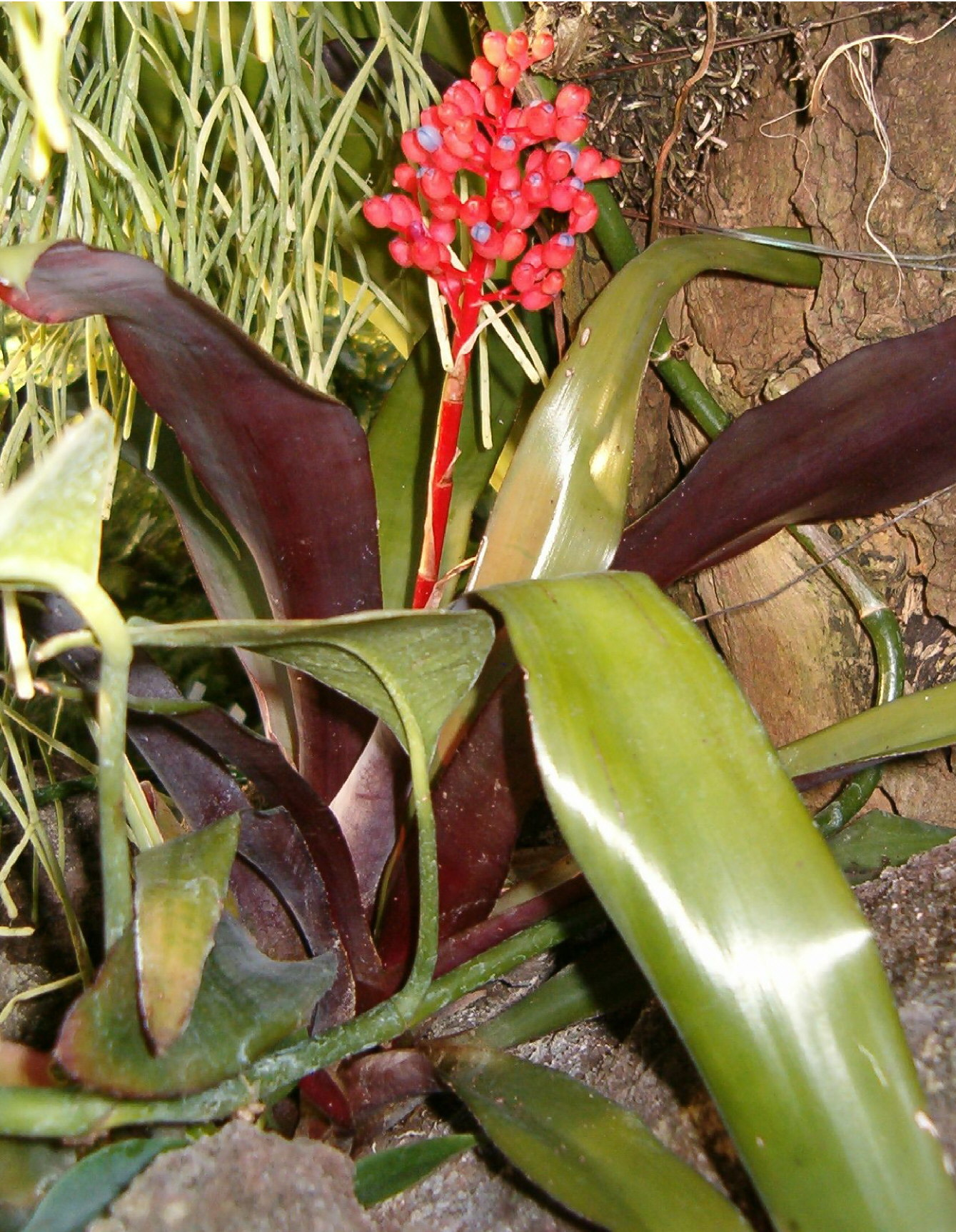
Aechmea miniata
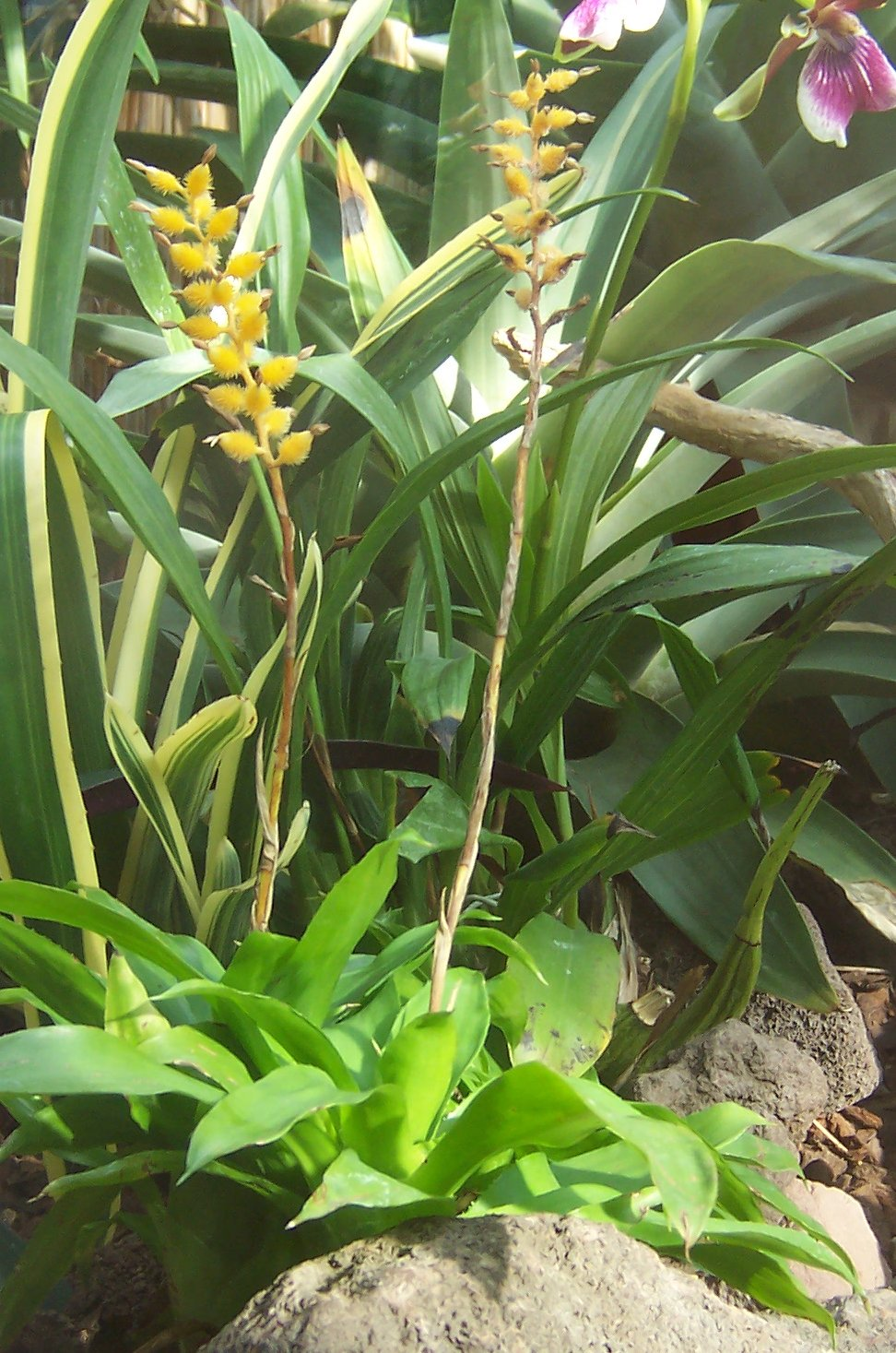
Aechmea pedicellata
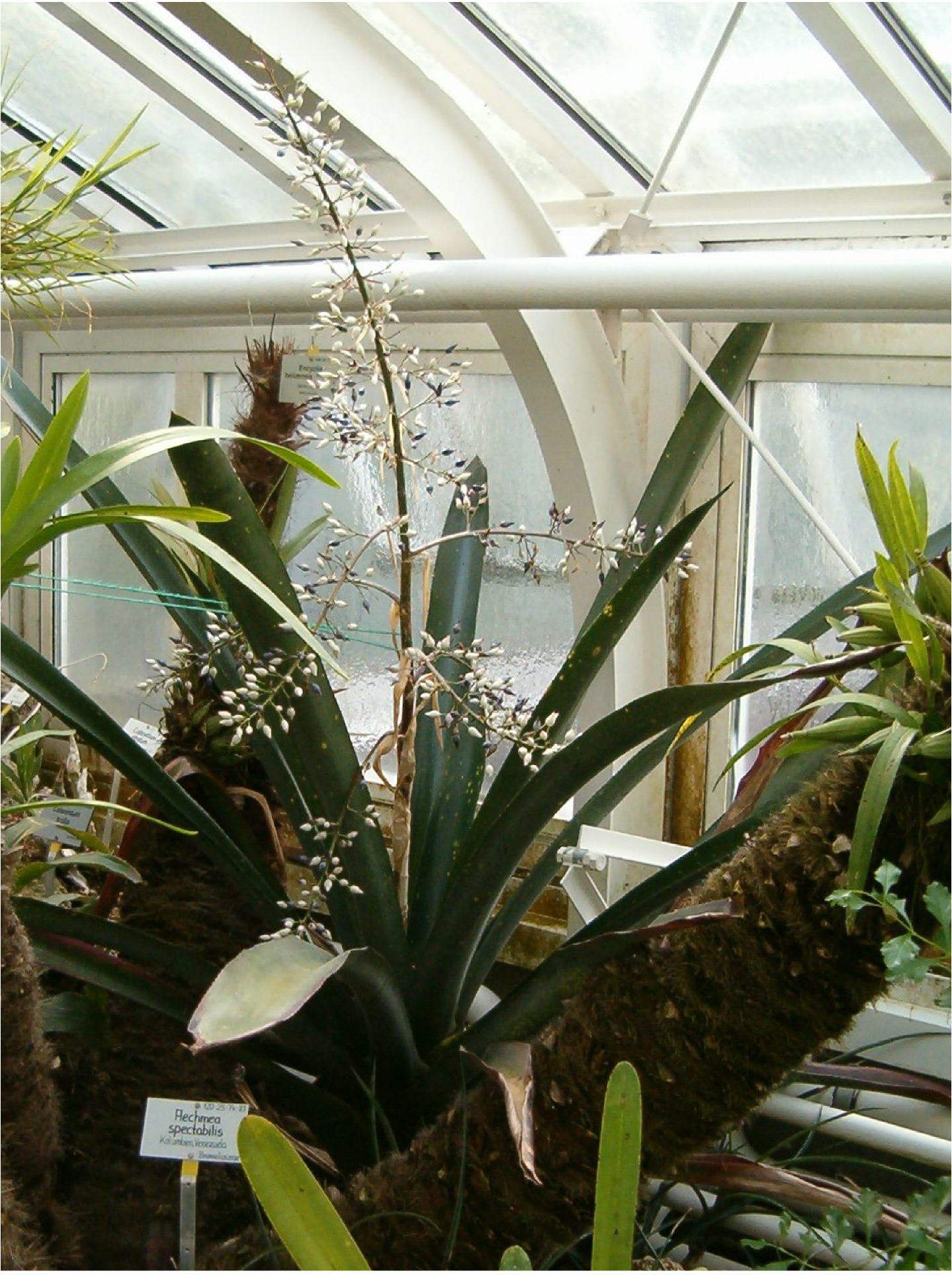
Aechmea spectabilis